# Cung điện Mặt trời Cẩm Tú Sơn

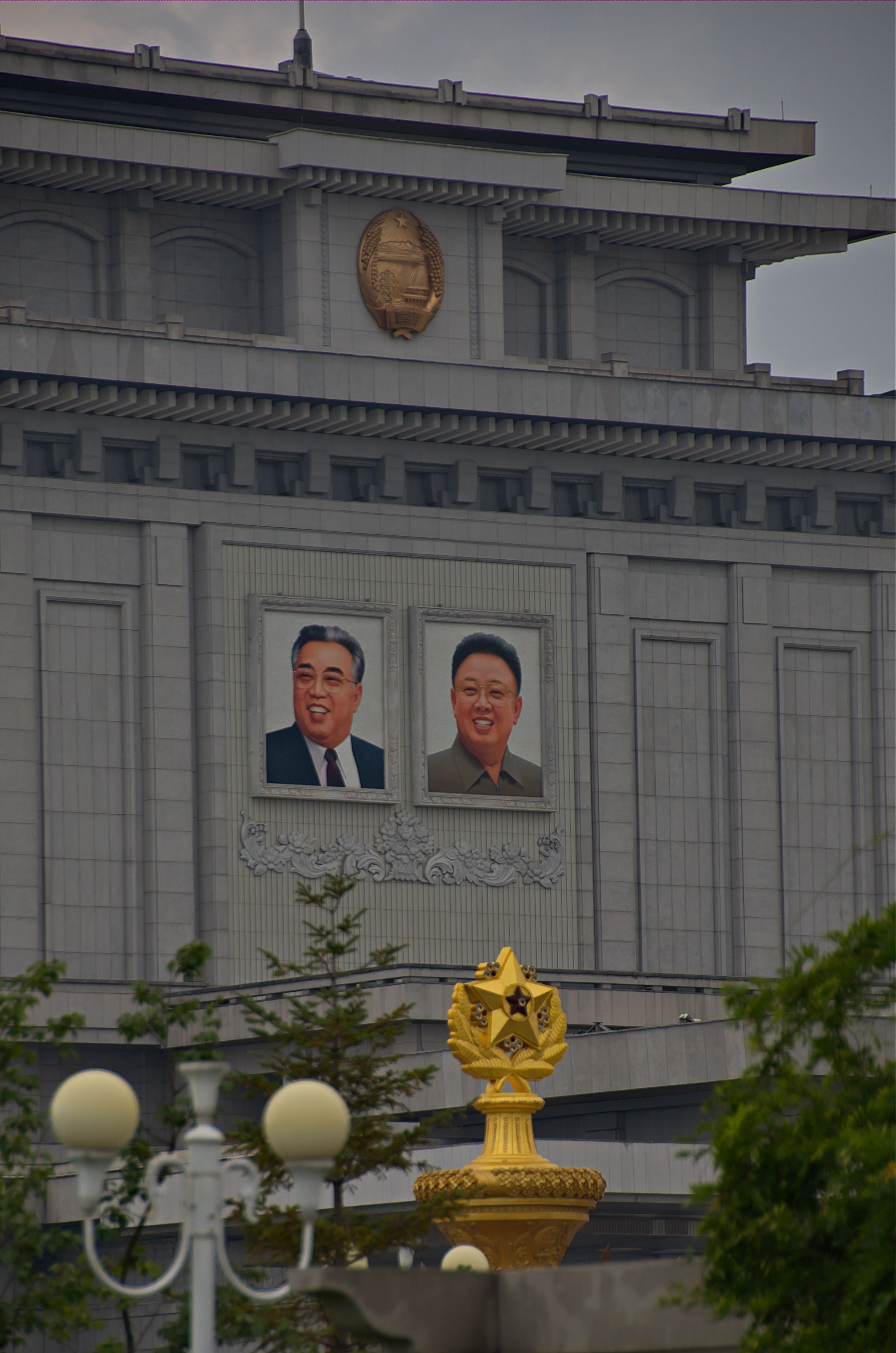
Chân dung hai vị lãnh tụ Triều Tiên Kim Nhật Thành và Kim Jong-il phía trước Cung.

Cung điện Mặt trời Cẩm Tú Sơn, trong Hán Việt có khi được gọi là "Lăng Kim Nhật Thành", là một toà nhà lớn ở thủ đô Bình Nhưỡng, nước Cộng hoà Dân chủ Nhân dân Triều Tiên (Bắc Triều Tiên). Tòa nhà này từng là nơi ở chính thức và văn phòng của chủ tịch Kim Nhật Thành, người sáng lập ra Bắc Triều Tiên và được suy tôn là "Lãnh tụ Vĩ đại".
Sau khi Kim Nhật Thành qua đời năm 1994, con ông là Kim Chính Nhật lên nắm quyền và quyết định Cung điện Mặt trời Cẩm Tú Sơn sẽ trở thành nơi an nghỉ cuối cùng của cha mình. Đặt sâu bên trong cung điện rộng lớn này, xác ướp của Kim Nhật Thành nằm trong một quan tài thủy tinh. Đây là xác ướp thứ năm của các lãnh tụ cộng sản, sau Lenin (1924), Stalin (1953, sau đó đã đem chôn cất), Hồ Chí Minh (1969), và Mao Trạch Đông (1976).

## Vị trí
Cung điện nằm tại một khu vực tách biệt ở đông bắc Bình Nhưỡng.
Phía trước cung là một quảng trường lớn và bao quanh ở phía bắc và phía đông là một con hào. Cùng với Tháp Juche, Khải hoàn môn, Quảng trường Kim Nhật Thành, và Đài tưởng niệm Mansudae, Cung điện Mặt trời Cẩm Tú Sơn là một trong những thắng cảnh lớn nhất ở Bình Nhưỡng và là địa điểm trang nghiêm ở Bắc Triều Tiên.

## Thể lệ thăm cung
Người nước ngoài chỉ được vào qua các chuyến viếng thăm do chính phủ Bắc Triều Tiên tổ chức. Việc chụp ảnh hoàn toàn bị cấm dưới mọi hình thức.
Bắc Triều Tiên là một trong năm quốc gia gìn giữ thi hài của các vị lãnh đạo trong lăng mộ. Các vị lãnh đạo quốc gia khác gồm 
1. Vladimir Lenin tại Moskva, Nga (trước kia là Cộng hòa Xã hội chủ nghĩa Xô viết Liên bang Nga, Liên bang Xô viết)
2. Iosif Stalin tại Moskva, Nga (trước kia là Liên Xô). Năm 1961 được đem đi chôn cất ở Nghĩa trang tường Điện Kremli
3. Hồ Chí Minh tại Hà Nội, Cộng hoà Xã hội chủ nghĩa Việt Nam (Trước là nước Việt Nam Dân chủ cộng hòa 1954-1976).
4. Mao Trạch Đông tại Bắc Kinh, Cộng hòa Nhân dân Trung Hoa.
5. Kim Chính Nhật (con trai của lãnh tụ Kim Nhật Thành) qua đời năm 2011 đã được đặt thi hài tại đây cùng cha.
6. Tôn Trung Sơn tại ngoại ô thành phố Nam Kinh, Trung Quốc (Cộng hòa Nhân dân Trung Hoa).
7. Hugo Chavez ở Venezuela.